# Ferdinando Mingarelli
Pour les articles homonymes, voir Mingarelli.
Ferdinando Mingarelli, savant théologien, était né à Bologne en 1724 et décédé le 21 décembre 1777.

## Biographie
Après avoir appris les belles-lettres à l'école des jésuites, et la philosophie sous la direction du P. Polesi, mineur conventuel, Ferdinando Mingarelli entra dans l'ordre des Camaldules, et fut chargé d'expliquer l'Écriture sainte dans les maisons de Ravenne et ensuite de Rome. Le grand-maitre, Francisco Ximenes de Texada, ayant obtenu l'érection d'une université à Malte pour faciliter l'éducation des jeunes chevaliers et des ecclésiastiques séculiers, le P. Mingarelli y fut appelé comme professeur de théologie et y accompagna le P. Costaguti, nommé préfet de cette université. L'affaiblissement de sa santé l'obligea de repasser en Italie, après quelques années d'absence : il donna cependant des leçons de grammaire et de belles-lettres à Faenza, où il mourut, le 21 décembre 1777, à l'âge de cinquante-trois ans. Il était membre de l'Académie d’Arcadie. 

## Œuvres
On a de lui : 
- Versi, Bologne, 1754. II.
- Vetera monumenta ad classem Ravennatem nuper eruta, Faenza, 1756, (4°). Ce volume contient des notes de Mauro Fattorini et de Bianchi.
- Veterum testimonia de Didymo Alexandrino cæco, ex quibus tres libri de Trinitate nuper detecti eidem asseruntur, Rome, 1764, gr. in-4°. (V. DIDYME; XI, 332.) On doit joindre à cet ouvrage un supplément (Additamentum, etc.), contenant la réponse à une critique anonyme, publiée dans la Gazette littéraire de l'Europe.
- Epistola qua Cl. Nicolai Celotti emendatio Matthæi cap. I, rejicienda ostenditur. Cette lettre, insérée d'abord dans la Nuova raccolta Calogerana, a été réimprimée séparément avec des additions, Rome 1764, (4°).

## Source
- Cet article reprend à l'origine un texte paru à la page 78 du tome 29 de la Biographie universelle, ancienne et moderne, publiée à Paris chez L. G. Michaud en 1821.